# Anne de Valenti-Montet
Pour les articles homonymes, voir Valenti (homonymie).
Anne de  Valenti-Montet, née à Vevey en 1912, est une photographe, poète et écrivaine vaudoise.

## Biographie
D'ascendance vaudoise et bâloise, Anne de Montet fait ses études à Vevey puis Lausanne, Elle les interrompt à l'âge de 17 ans pour suivre un cours de peinture à Paris chez Roger Bissière à l'Académie Ranson. En 1930, elle opte opour la photographie qu'elle étudie à Berlin.
De retour en Suisse, elle s'établit comme photographe à Zurich jusqu'au début de la guerre. Elle découvre alors la Suisse italienne qui devient sa patrie définitive. Dès 1942, elle fonde avec le concours de Werner Graeff la Foschule Locarno qui offre aux réfugiés des cours rapides de réadaptation professionnelle.
À la fin de la guerre, elle se consacre à sa famille et revient à sa langue maternelle en écrivant des contes pour enfants, des sujets de ballets, dont l'un a été mis en musique par Mantero Fried et de la poésie.

## Sources
- Italo Valenti (Pagina d'Arte 2010), p.
- How to Live Longer - Photo Gallery - LIFE
- Photobibliothek.ch - Photographie : Gedrucktes 1941-1950
- Pagine d’Arte » Catalogo